# DM i cykelcross 2021
Danmarksmesterskaberne i cykelcross 2021 var den 52. udgave af DM i cykelcross. Mesterskabet fandt sted 10. januar 2021 ved Aarhus Cyklebane i Aarhus. Mesterskaberne skulle efter planen havde været afholdt i Vejle, men i december 2020 trak arrangørerne sig. Derefter blev Cykle Klubben Aarhus og deres folk bag løbet Grote Prijs CK Aarhus valgt som nye arrangører. DM i cykelcross 2010 var seneste gang der blev kørt DM i Aarhus.

## Løbene
Der blev kørt på en 2,8 km lang rundstrækning på og omkring Aarhus Cyklebane. Der blev afviklet i alt tre internationale UCI-klasser, efter at juniorklassen for herrer blev aflyst pga. forsamlingsloftet i forbindelse med coronaviruspandemien. Desuden blev to børne/ungdomsløb og to masterløb også aflyst.
I eliterækken for kvinder og herrer fik rytterne i top-10 tildelt UCI ranglistepoint, mens U23-rytterne i top-9 ligeledes fik tildelt point. Hvis juniorløbet var blevet kørt, havde top-10 også fået point.
Hos U23-herrerne vandt Oliver Vedersø Sølvhøj guld ved hans første start som U23-rytter, efter han i 2020 vandt sølv hos juniorerne. Hos elitedamerne vandt Caroline Bohé sit tredje danmarksmesterskab i træk, og det fjerde i karrieren. Det gjorde hende, sammen med Nikoline Hansen, til den mest vindere kvinderytter ved DM i cykelcross. Hos eliteherrerne blev første- og andenpladsen en gentagelse fra 2020. Sebastian Fini vandt for fjerde år i træk, mens Jonas Lindberg tog sig af sølvet.

## Medaljeoversigt
| Event        | Guld                             | Sølv                 | Bronze         |
| ------------ | -------------------------------- | -------------------- | -------------- |
| Herrer       |                                  |                      |                |
| Herrer elite | Sebastian Fini                   | Jonas Lindberg       | Ian Millennium |
| U23 Herrer   | Oliver Vedersø Sølvhøj           | Gustav Frederik Dahl | Joshua Gudnitz |
| Herrejunior  | Aflyst pga. coronaviruspandemien |                      |                |
| Damer        |                                  |                      |                |
| Damer elite  | Caroline Bohé                    | Sofie Heby Pedersen  | Signe Koch     |

## Resultater

### Herrer elite
| DM i cykelcross 2021 for eliteherrer |                                  |                                |            |
| #                                    | Rytter                           | Hold                           | Tid        |
| 1                                    | Sebastian Fini                   | CST PostNL Bafang              | 1t 00' 41" |
| 2. plads, sølvmedaljemodtager(e)     | Jonas Lindberg                   | Gl. Rye MTB                    | +36"       |
| 3                                    | Ian Millennium                   | Cykling Odense                 | +2' 52"    |
| 4                                    | Rasmus Wulff Nørholm Gøtke       | SCC - Skrænten Cyclecross Club |            |
| 5                                    | Oliver Friis Sørensen            | Aarhus MTB                     |            |
| 6                                    | Niels Anton Heilskov             | Aarhus MTB                     |            |
| 7                                    | Martin Mortensen                 | Mountainbike Club Vejle        |            |
| 8                                    | Andreas Brandt Aidel             | Urbano Cycling Team            |            |
| 9                                    | Jeppe Aaskov Pallesen            | ColoQuick Cycling              |            |
| 10                                   | Peter Thidemann                  | Aalborg Mountainbikeklub       |            |
| 11                                   | Thorbjørn Kristensen             | Cykling Odense                 |            |
| 12                                   | Frederik Winther Hulbæk Petersen | Cykling Odense                 |            |
| 13                                   | Kasper Linde Jørgensen           | Cykling Odense                 |            |
| 14                                   | Jens Christian Dich              | Nørrebro Cykleklub             |            |
|                                      | Christopher Wolfgang Thomas      | Cycling Club Hillerød          | DNF        |

### U23 Herrer
| DM i cykelcross 2021 for U23-herrer |                         |                             |         |
| #                                   | Rytter                  | Hold                        | Tid     |
| 1                                   | Oliver Vedersø Sølvhøj  | Torpado Ursus               | 47' 28" |
| 2. plads, sølvmedaljemodtager(e)    | Gustav Frederik Dahl    | Team Give Elementer         | +0"     |
| 3                                   | Joshua Gudnitz          | BHS-PL Beton Bornholm       | +51"    |
| 4                                   | Simon Bak               | Cykling Odense              | +51"    |
| 5                                   | Karl-Erik Rosendahl     | Svendborg Mountainbike Klub | +2' 09" |
| 6                                   | Markus Kaad Heuer       | Dansk Mountainbike Klub     | +2' 48" |
| 7                                   | Morten Dall             | Svendborg Mountainbike Klub | +3' 10" |
| 8                                   | Frederik Christoffersen | MTB 7130+                   | +3' 33" |
| 9                                   | Frederik Juul Nielsen   | Horsens Amatør Cykleklub    | +4' 59" |
| 10                                  | Mads Weiss Nielsen      | Aalborg Mountainbikeklub    | +6' 04" |
| 11                                  | Anders Foldager         | Team Herning CK Elite       | +7' 59" |
| 12                                  | Noam Rosenzweig         | Dansk Mountainbike Klub     | +8' 24" |
| 13                                  | Daniel Thoudahl         | Aalborg Mountainbikeklub    | DNF     |
| 14                                  | Jacob Fredslund Larsen  | Sydkystens Cycling          | DNF     |

### Damer elite
| DM i cykelcross 2021 for elitekvinder |                        |                                 |         |
| #                                     | Rytter                 | Hold                            | Tid     |
| 1                                     | Caroline Bohé          | Ghost Factory Racing Team       | 38' 07" |
| 2. plads, sølvmedaljemodtager(e)      | Sofie Heby Pedersen    | Aalborg Mountainbikeklub        | +1' 30" |
| 3                                     | Signe Koch             | Dansk Mountainbike Klub         | +2' 39" |
| 4                                     | Anna-Sofie Nørgaard    | Hareskov Cykelklub              | +3' 24" |
| 5                                     | Anna Sofie Thidemann   | Aalborg Cykle-Ring              | +4' 30" |
| 6                                     | Maj Hinrichsen         | Cykling Odense                  | +7' 10" |
| 7                                     | Nikoline Splittorff    | Holte MTB Klub                  | +7' 51" |
| 8                                     | Cæcilie Christoffersen | Holte MTB Klub                  | +8' 19" |
| 9                                     | Mia Westergaard        | Hoptrup-Marstrup Idrætsforening | DNF     |